# Bóng đá tại Đại hội Thể thao Đông Nam Á 2019 – Nam
Giải đấu bóng đá nam tại Đại hội Thể thao Đông Nam Á 2019 được tổ chức tại Philippines từ ngày 25 tháng 11 đến ngày 10 tháng 12 năm 2019. Các trận đấu diễn ra tại sân vận động tưởng niệm Rizal và sân vận động bóng đá Biñan. Độ tuổi tham dự là từ 22 tuổi trở xuống, cộng thêm tối đa 2 cầu thủ quá tuổi.
Thái Lan là đương kim vô địch, nhưng đã bị loại ngay từ vòng đấu bảng. Đây là lần thứ ba trong vòng 10 năm, Thái Lan không vượt qua vòng bảng môn bóng đá nam tại Đại hội Thể thao Đông Nam Á.
Việt Nam giành tấm huy chương vàng sau chiến thắng 3–0 trước Indonesia trong trận chung kết, chấm dứt chuỗi thống trị của Thái Lan kéo dài từ năm 1993. Đây là lần thứ hai Việt Nam vô địch môn bóng đá nam Đại hội Thể thao Đông Nam Á, nhưng là lần đầu tiên với tư cách một quốc gia thống nhất (năm 1959, Việt Nam giành chức vô địch với tư cách là đội tuyển Việt Nam Cộng hòa). Giải đấu lần này cũng chứng kiến sự thăng tiến vượt bậc của Campuchia với vị trí thứ tư chung cuộc. Myanmar giành tấm huy chương đồng sau khi vượt qua Campuchia trên loạt đá luân lưu.

## Lịch thi đấu
Dưới đây là lịch thi đấu cho nội dung bóng đá nam.
| G | Vòng bảng | ½ | Bán kết | B | Play-off tranh hạng ba | F | Chung kết |

| T2 25 | T3 26 | T4 27 | T5 28 | T6 29 | T7 30 | CN 1 | T2 2 | T3 3 | T4 4 | T5 5 | T6 6 | T7 7 | CN 8 | T2 9 | T3 10 | T3 10 |
| ----- | ----- | ----- | ----- | ----- | ----- | ---- | ---- | ---- | ---- | ---- | ---- | ---- | ---- | ---- | ----- | ----- |
| G     | G     | G     | G     | G     |       | G    | G    | G    | G    | G    |      | ½    |      |      | B     | F     |

## Các quốc gia tham dự
Tất cả 11 đội tuyển đến từ các quốc gia thành viên của Đông Nam Á đã tham dự nội dung thi đấu này.
- Brunei (BRU)
- Campuchia (CAM)
- Indonesia (INA)
- Lào (LAO)
- Malaysia (MAS)
- Myanmar (MYA)
- Philippines (PHI)
- Singapore (SGP)
- Thái Lan (THA)
- Đông Timor (TLS)
- Việt Nam (VIE)

## Địa điểm
Các trận đấu được diễn ra tại ba địa điểm. Sân vận động tưởng niệm Rizal ở Manila sẽ là địa điểm chính của nội dung nam, trong khi một số trận đấu sẽ được tổ chức tại sân vận động bóng đá Biñan ở Biñan, Laguna và sân vận động Thành phố Imus ở Imus.
| Manila                        | Biñan                      | Imus                        | ManilaBiñanImusBóng đá tại Đại hội Thể thao Đông Nam Á 2019 – Nam (Luzon) |
| Sân vận động tưởng niệm Rizal | Sân vận động bóng đá Biñan | Sân vận động Thành phố Imus | ManilaBiñanImusBóng đá tại Đại hội Thể thao Đông Nam Á 2019 – Nam (Luzon) |
| Sức chứa: 12.873              | Sức chứa: 3.000            | Sức chứa: 4.800             | ManilaBiñanImusBóng đá tại Đại hội Thể thao Đông Nam Á 2019 – Nam (Luzon) |
|                               |                            |                             | ManilaBiñanImusBóng đá tại Đại hội Thể thao Đông Nam Á 2019 – Nam (Luzon) |

## Đội hình
Giải đấu nam sẽ là giải đấu quốc tế U-22 (sinh vào hoặc sau ngày 1 tháng 1 năm 1997), với tối đa hai cầu thủ quá tuổi được phép. Đội hình cuối cùng của mỗi quốc gia tham dự bao gồm tối đa 20 cầu thủ.

## Bốc thăm
Lễ bốc thăm được tổ chức vào ngày 15 tháng 10 năm 2019 tại khách sạn Sofitel ở Manila, Philippines. 11 đội tuyển trong giải đấu nam được bốc thăm chia thành hai bảng, một bảng năm đội và một bảng sáu đội. Các đội tuyển được xếp vào bốn nhóm hạt giống theo thành tích của họ tại kỳ đại hội trước. Đương kim vô địch Thái Lan và chủ nhà Philippines được xếp vào nhóm hạt giống số 1.
Liên đoàn bóng đá Việt Nam đã đệ đơn khiếu nại về việc xếp hạt giống cho đội tuyển U-22 quốc gia Việt Nam vào Nhóm 4 cho giải đấu nam, dựa trên nghi vấn rằng đội tuyển của họ đã giành được 10 điểm ở vòng bảng năm 2017 nhưng lại được xếp hạt giống thấp hơn so với hai đội giành được ít điểm hơn trong Nhóm 3 (Myanmar có 9 điểm và Singapore có 6 điểm). Việt Nam sau đó đã được chuyển lên Nhóm 3 và Singapore được chuyển xuống Nhóm 4.
| Nhóm 1                         | Nhóm 2               | Nhóm 3             | Nhóm 4                                            |
| ------------------------------ | -------------------- | ------------------ | ------------------------------------------------- |
| Philippines (H) · Thái Lan (C) | Malaysia · Indonesia | Myanmar · Việt Nam | Singapore · Lào · Campuchia · Brunei · Đông Timor |

## Trọng tài
Các trọng tài sau đây đã được lựa chọn để điều khiển tại giải đấu.
| Trọng tài - Ismaeel Habib Ali (Bahrain) - Chen Hsin-chuan (Trung Hoa Đài Bắc) - C. R. Srikrishna (Ấn Độ) - Yousif Hassan (Iraq) - Ammar Ashkanani (Kuwait) - Khash-Erdene Bold (Mông Cổ) - Khaled Al-Shaqsi (Oman) - Clifford Daypuyat (Philippines) - Linjun Talaver (Philippines) - Steve Supresencia (Philippines) - Salman Falahi (Qatar) - Majed Al-Shamrani (Ả Rập Xê Út) - Feras Taweel (Syria) | Trợ lý trọng tài - Sayed Al-Alawi (Bahrain) - Chen Hsiao-en (Trung Hoa Đài Bắc) - So Kai Man (Hồng Kông) - Sumanta Dutta (Ấn Độ) - Abdulhadi Alanezi (Kuwait) - Nasser Ambusaidi (Oman) - Francis Engalgado (Philippines) - Kent Gobuyan (Philippines) - Giovanni Lachica (Philippines) - Krizmark Nañola (Philippines) - Zahy Al-Shammari (Qatar) - Yassir Al-Sultan (Ả Rập Xê Út) - Rami Taan (Syria) |

## Vòng bảng

### Bảng A
| VT | Đội             | ST | T | H | B | BT | BB | HS  | Đ  | Giành quyền tham dự     |
| -- | --------------- | -- | - | - | - | -- | -- | --- | -- | ----------------------- |
| 1  | Myanmar         | 4  | 3 | 1 | 0 | 8  | 4  | +4  | 10 | Vòng đấu loại trực tiếp |
| 2  | Campuchia       | 4  | 2 | 1 | 1 | 10 | 4  | +6  | 7  | Vòng đấu loại trực tiếp |
| 3  | Philippines (H) | 4  | 2 | 1 | 1 | 9  | 4  | +5  | 7  |                         |
| 4  | Malaysia        | 4  | 1 | 1 | 2 | 6  | 5  | +1  | 4  |                         |
| 5  | Đông Timor      | 4  | 0 | 0 | 4 | 2  | 18 | −16 | 0  |                         |

| Malaysia   | 1–1      | Myanmar            |
| ---------- | -------- | ------------------ |
| - Hadi 24' | Chi tiết | - Soe Moe Kyaw 13' |

| Philippines   | 1–1      | Campuchia      |
| ------------- | -------- | -------------- |
| - Chung 90+4' | Chi tiết | - Sokpheng 41' |

| Myanmar | 2–1      | Philippines  |
| ------- | -------- | ------------ |
|         | Chi tiết | - Baas 45+1' |

| Campuchia                                                                      | 5–0      | Đông Timor |
| ------------------------------------------------------------------------------ | -------- | ---------- |
| - Kakada 2' - Bunheing 21' (41), 90+2' - Chanthea 56' - Sokpheng 61' (81), 89' | Chi tiết |            |

| Đông Timor     | 1–3      | Myanmar                                                      |
| -------------- | -------- | ------------------------------------------------------------ |
| - Mesquita 40' | Chi tiết | - Aung Kaung Mann 10' - Htet Phyo Wai 36' - Hlaing Bo Bo 54' |

| Philippines         | 1–0      | Malaysia |
| ------------------- | -------- | -------- |
| Amani Aguinaldo 72' | Chi tiết |          |

| Malaysia                                        | 4–0      | Đông Timor |
| ----------------------------------------------- | -------- | ---------- |
| - Junior 6' (l.n.) - Hadi 34', 43' - Akhyar 81' | Chi tiết |            |

| Myanmar                                   | 2–1      | Campuchia      |
| ----------------------------------------- | -------- | -------------- |
| - Lwin Moe Aung 27' - Aung Kaung Mann 86' | Chi tiết | - Sophanat 21' |

| Campuchia                                   | 3–1      | Malaysia      |
| ------------------------------------------- | -------- | ------------- |
| - Sodavid 56' - Chanthea 57' - Sokpheng 68' | Chi tiết | - Quentin 89' |

| Đông Timor   | 1–6      | Philippines                                                          |
| ------------ | -------- | -------------------------------------------------------------------- |
| - Reis 90+3' | Chi tiết | - Schröck 4' - Aguinaldo 42', 85', 90' - Diano 54' - De Bruycker 75' |

### Bảng B
| VT | Đội       | ST | T | H | B | BT | BB | HS  | Đ  | Giành quyền tham dự     |
| -- | --------- | -- | - | - | - | -- | -- | --- | -- | ----------------------- |
| 1  | Việt Nam  | 5  | 4 | 1 | 0 | 17 | 4  | +13 | 13 | Vòng đấu loại trực tiếp |
| 2  | Indonesia | 5  | 4 | 0 | 1 | 17 | 2  | +15 | 12 | Vòng đấu loại trực tiếp |
| 3  | Thái Lan  | 5  | 3 | 1 | 1 | 14 | 4  | +10 | 10 |                         |
| 4  | Singapore | 5  | 1 | 1 | 3 | 7  | 6  | +1  | 4  |                         |
| 5  | Lào       | 5  | 1 | 1 | 3 | 4  | 12 | −8  | 4  |                         |
| 6  | Brunei    | 5  | 0 | 0 | 5 | 0  | 31 | −31 | 0  |                         |

| Việt Nam                                                                        | 6–0      | Brunei |
| ------------------------------------------------------------------------------- | -------- | ------ |
| - Hà Đức Chinh 10', 23', 48', 66' - Triệu Việt Hưng 59' - Nguyễn Trọng Hùng 83' | Chi tiết |        |

| Thái Lan | 0–2      | Indonesia              |
| -------- | -------- | ---------------------- |
|          | Chi tiết | - Egy 4' - Osvaldo 86' |

| Lào | 0–0      | Singapore |
| --- | -------- | --------- |
|     | Chi tiết |           |

| Việt Nam                                                                                             | 6–1      | Lào               |
| --- | -------- | ----------------- |
| - Nguyễn Tiến Linh 3', 17', 57' - Đỗ Hùng Dũng 54' - Nguyễn Trọng Hoàng 83' - Nguyễn Quang Hải 90+3' | Chi tiết | - Phetsivilay 60' |

| Brunei | 0–7      | Thái Lan                                                                                   |
| ------ | -------- | ------------------------------------------------------------------------------------------ |
|        | Chi tiết | - Supachai 43' - Jaroensak 44' - Anon 53', 87' - Sarayut 72' - Suphanat 74' - Supachok 89' |

| Indonesia                  | 2–0      | Singapore |
| -------------------------- | -------- | --------- |
| - Osvaldo 64' - Asnawi 74' | Chi tiết |           |

| Thái Lan                                     | 3–0      | Singapore |
| -------------------------------------------- | -------- | --------- |
| - Jaroensak 8' - Suphanat 19' - Peerawat 36' | Chi tiết |           |

| Lào                                      | 3–0      | Brunei |
| ---------------------------------------- | -------- | ------ |
| - Vongchiengkham 18' - Bounkong 52', 67' | Chi tiết |        |

| Việt Nam                                          | 2–1      | Indonesia  |
| ------------------------------------------------- | -------- | ---------- |
| - Nguyễn Thành Chung 64' - Nguyễn Hoàng Đức 90+1' | Chi tiết | - Sani 23' |

| Lào | 0–2      | Thái Lan              |
| --- | -------- | --------------------- |
|     | Chi tiết | - Suphanat 90', 90+4' |

| Indonesia                                                                    | 8–0      | Brunei |
| ---------------------------------------------------------------------------- | -------- | ------ |
| - Osvaldo 11', 45+2', 72' - Egy 40', 80' - Saddil 50' - Witan 68' - Andy 77' | Chi tiết |        |

| Singapore | 0–1      | Việt Nam           |
| --------- | -------- | ------------------ |
|           | Chi tiết | - Hà Đức Chinh 85' |

| Brunei | 0–7      | Singapore                                                              |
| ------ | -------- | ---------------------------------------------------------------------- |
|        | Chi tiết | - Irfan 4' - Ikhsan 68', 90+2', 90+3' - Saifullah 72' - Faris 84', 87' |

| Indonesia                                            | 4–0      | Lào |
| ---------------------------------------------------- | -------- | --- |
| - Saddil 4' - Osvaldo 47', 90+5' - Bagas 73' (ph.đ.) | Chi tiết |     |

| Việt Nam                            | 2–2      | Thái Lan                     |
| ----------------------------------- | -------- | ---------------------------- |
| - Nguyễn Tiến Linh 15', 72' (ph.đ.) | Chi tiết | - Supachai 5' - Suphanat 11' |

## Vòng đấu loại trực tiếp
Trong vòng đấu loại trực tiếp, nếu một trận đấu có kết quả hòa sau 90 phút:
- Tại trận tranh huy chương đồng, sẽ không thi đấu hiệp phụ, trận đấu được quyết định bằng loạt sút luân lưu.
- Tại trận bán kết và trận chung kết, sẽ tổ chức thi đấu hiệp phụ. Nếu kết quả vẫn hòa sau hiệp phụ, loạt sút luân lưu sẽ được sử dụng để xác định đội thắng.

### Sơ đồ
|  | Bán kết              | Bán kết  |                            |   | Trận tranh huy chương vàng | Trận tranh huy chương vàng |
|  |                      |          |                            |   |                            |                            |
|  | 7 tháng 12 – Manila  |          |                            |   |                            |                            |
|  |                      |          |                            |   |                            |                            |
|  | Myanmar              | 2        |                            |   |                            |                            |
|  | Myanmar              | 2        | 10 tháng 12 – Manila       |   |                            |                            |
|  | Indonesia (s.h.p.)   | 4        |                            |   |                            |                            |
|  | Indonesia (s.h.p.)   | 4        | Indonesia                  | 0 |                            |                            |
|  | 7 tháng 12 – Manila  |          | Indonesia                  | 0 |                            |                            |
|  |                      | Việt Nam | 3                          |   |                            |                            |
|  | Việt Nam             | Việt Nam | 3                          | 4 |                            |                            |
|  | Việt Nam             |          |                            | 4 |                            |                            |
|  | Campuchia            | 0        |                            |   |                            |                            |
|  | Campuchia            | 0        | Trận tranh huy chương đồng |   |                            |                            |
|  |                      |          |                            |   |                            |                            |
|  | 10 tháng 12 – Manila |          |                            |   |                            |                            |
|  |                      |          |                            |   |                            |                            |
|  | Myanmar (p)          | 2 (5)    |                            |   |                            |                            |
|  | Myanmar (p)          | 2 (5)    |                            |   |                            |                            |
|  | Campuchia            | 2 (4)    |                            |   |                            |                            |

### Các trận đấu

#### Bán kết
| Myanmar                                   | 2–4 (s.h.p.) | Indonesia                                 |
| ----------------------------------------- | ------------ | ----------------------------------------- |
| - Aung Kaung Mann 79' - Win Naing Tun 80' | Chi tiết     | - Evan 57', 113' - Egy 72' - Osvaldo 102' |

| Việt Nam                                              | 4–0      | Campuchia |
| ----------------------------------------------------- | -------- | --------- |
| - Nguyễn Tiến Linh 20' - Hà Đức Chinh 26', 45+2', 68' | Chi tiết |           |

#### Tranh huy chương đồng
| Myanmar                                                                      | 2–2      | Campuchia                                      |
| ---------------------------------------------------------------------------- | -------- | ---------------------------------------------- |
| - Aung Kaung Mann 9' - Myat Kaung Khant 35'                                  | Chi tiết | - Chanthea 1' - Sokpheng 71'                   |
| Loạt sút luân lưu                                                            |          |                                                |
| - Zin Min Tun - Lwin Moe Aung - Nay Moe Naing - Ye Yint Aung - Win Naing Tun | 5–4      | - Sodavid - Muslim - Piseth - Rosib - Sokpheng |

#### Tranh huy chương vàng
| Indonesia | 0–3      | Việt Nam                                   |
| --------- | -------- | ------------------------------------------ |
|           | Chi tiết | - Đoàn Văn Hậu 39', 73' - Đỗ Hùng Dũng 59' |

## Huy chương vàng
| Bóng đá nam Đại hội Thể thao Đông Nam Á 2019 |
| -------------------------------------------- |
| · Việt Nam · Lần thứ 2                       |

## Thống kê

### Cầu thủ ghi bàn
Đã có 111 bàn thắng ghi được trong 29 trận đấu, trung bình 3.83 bàn thắng mỗi trận đấu.
8 bàn thắng
- Osvaldo Haay
- Hà Đức Chinh

6 bàn thắng
- Nguyễn Tiến Linh

5 bàn thắng
- Aung Kaung Mann
- Suphanat Mueanta

4 bàn thắng
- Keo Sokpheng
- Egy Maulana

3 bàn thắng
- Sieng Chanthea
- Hadi Fayyadh
- Amani Aguinaldo
- Ikhsan Fandi

2 bàn thắng
- Reung Bunheing
- Evan Dimas
- Saddil Ramdani
- Bounphachan Bounkong
- Win Naing Tun
- Stephan Schröck
- Faris Ramli
- Anon Amornlerdsak
- Jaroensak Wonggorn
- Supachai Jaided
- Đoàn Văn Hậu
- Đỗ Hùng Dũng

1 bàn thắng
- In Sodavid
- Sin Kakada
- Sin Sophanat
- Andy Setyo
- Asnawi Bahar
- Bagas Adi Nugroho
- Sani Rizki
- Witan Sulaeman
- Kaharn Phetsivilay
- Soukaphone Vongchiengkham
- Akhyar Rashid
- Quentin Cheng
- Hlaing Bo Bo
- Htet Phyo Wai
- Lwin Moe Aung
- Myat Kaung Khant
- Soe Moe Kyaw
- Dennis Chung
- Dylan de Bruycker
- Justin Baas
- Mar Diano
- Irfan Fandi
- Saifullah Akbar
- Peerawat Akkatam
- Sarayut Sompim
- Supachok Sarachat
- Elias Mesquita
- Nataniel Reis
- Nguyễn Hoàng Đức
- Nguyễn Quang Hải
- Nguyễn Thành Chung
- Nguyễn Trọng Hoàng
- Nguyễn Trọng Hùng
- Triệu Việt Hưng

1 bàn phản lưới nhà
- Filomeno Junior (trong trận gặp Malaysia)

## Bảng xếp hạng chung cuộc
| VT | Đội             | ST | T | H | B | BT | BB | HS  | Đ  | Kết quả chung cuộc        |
| -- | --------------- | -- | - | - | - | -- | -- | --- | -- | ------------------------- |
| 1  | Việt Nam        | 7  | 6 | 1 | 0 | 24 | 4  | +20 | 19 | Vô địch - Huy chương vàng |
| 2  | Indonesia       | 7  | 5 | 0 | 2 | 21 | 7  | +14 | 15 | Á quân - Huy chương bạc   |
| 3  | Myanmar         | 6  | 3 | 2 | 1 | 12 | 10 | +2  | 11 | Hạng ba - Huy chương đồng |
| 4  | Campuchia       | 6  | 2 | 2 | 2 | 12 | 10 | +2  | 8  | Hạng tư                   |
|    |                 |    |   |   |   |    |    |     |    |                           |
| 5  | Thái Lan        | 5  | 3 | 1 | 1 | 17 | 4  | +13 | 10 | Bị loại ở vòng bảng       |
| 6  | Philippines (H) | 4  | 2 | 1 | 1 | 9  | 4  | +5  | 7  | Bị loại ở vòng bảng       |
| 7  | Singapore       | 5  | 1 | 1 | 3 | 7  | 6  | +1  | 4  | Bị loại ở vòng bảng       |
| 8  | Malaysia        | 4  | 1 | 1 | 2 | 6  | 5  | +1  | 4  | Bị loại ở vòng bảng       |
| 9  | Lào             | 5  | 1 | 1 | 3 | 4  | 12 | −8  | 4  | Bị loại ở vòng bảng       |
| 10 | Đông Timor      | 4  | 0 | 0 | 4 | 2  | 18 | −16 | 0  | Bị loại ở vòng bảng       |
| 11 | Brunei          | 5  | 0 | 0 | 5 | 0  | 31 | −31 | 0  | Bị loại ở vòng bảng       |